# Ганіна Тетяна Михайлівна
Тетя́на Миха́йлівна Ганіна — українська вокалістка (сопрано), солістка опери державного підприємства «Національний академічний театр опери та балету України імені Т. Г. Шевченка», Заслужений артист України.

## Життєпис
Закінчила Національну музичну академію України ім. П. І. Чайковського (2002, клас нар. арт. України, проф. Є. С. Мірошниченко).
З 2002 — солістка Національної опери України.

## Творчість
Партії: Татьяна («Євгеній Онєгін» П. Чайковського), Мімі («Богема» Дж. Пуччіні), Мікаела («Кармен» Ж. Бізе), Марія («Мазепа» П. Чайковського), Маргарита («Фауст» Ш. Гуно), Стефано («Ромео і Джульєтта» Ш. Гуно), Наташа Ростова («Війна і мир» С. Прокоф'єва), Земфіра («Алеко» С. Рахманінова), Інгігерда («Ярослав Мудрий» Г. Майбороди), Анна («Набукко» Дж. Верді), а також партії у творах: «Мессія», Генделя, «Кантата № 140» Й. С. Баха, «Реквіем», Дж. Верді, «Каяття Давида» В. А. Моцарта та інші.
Знялася у художньому фільмі «Запорожець за Дунаєм» (за однойменною оперою С. Гулака-Артемовського, режисер М. Засєєв-Руденко, 2006) у ролі Оксани.
Гастролювала у Німеччині, Швейцарії, Японії, США, Данії та інших країнах.

## Відзнаки
- Лауреат Міжнародного музичного конкурсу ім. М. Лисенка (ІІ премія, Україна, 2002),
- Лауреат Міжнародного конкурсу молодих оперних співаків ім. О. Образцовой (ІІ премія, Санкт-Петербург, Росія, 2003),
- Лауреат Міжнародного конкурсу вокалістів ім. Б. Гмирі (ІІ премія, Україна, 2004),
- Лауреат Міжнародного конкурсу вокалістів ім. Бюль-Бюль-огли (І премія, Азербайджан, 2005),
- Лауреат Міжнародного конкурсу вокалістів Hans Gabor Belvedere (диплом та спеціальниї приз, Австрія, 2006),
- Лауреат Міжнародного конкурсу вокалістів ім. Л. Паваротті (диплом, Італія, 2008),
- Лауреат Міжнародного конкурсу вокалістів Bilbao (ІІІ премія, Іспанія, 2008),
- Лауреат Міжнародного музичного конкурсу ім. Соломії Крушельницької (ІІІ премія, Україна, 2009),
- Лауреат Міжнародного музичного конкурсу ім. Клаудії Таев (диплом, Єстонія, 2011).
- 7 березня 2017 Указом Президента України № 56/2017 Тетяні Ганіній присвоєно почесне звання «Заслужений артист України».[1]